# Auf der Suche nach dem Vogel der Zeit
Auf der Suche nach dem Vogel der Zeit (La Quête de l'oiseau du temps) ist eine Fantasy-Comic-Reihe von Serge Le Tendre und Régis Loisel. In der französischen Albenfassung erschien sie ab 1983 in vier Bänden bis 1987, und danach wieder ab 1998.

## Erster Zyklus

### Handlung
Das Reich Akbar steht vor der Rückkehr des rachsüchtigen Gottes Ramor. Der war nach einem Putschversuch gegen die anderen Götter in ein Schneckenhaus verbannt worden. Allerdings muss dieser Fluch wiederholt werden, um ihn dort weiter festzuhalten. Die Zauberin Mara kann die Beschwörungsformel allerdings nicht mehr rechtzeitig beenden. Deshalb schickt sie den gealterten Ritter Bragon zusammen mit ihrer (gemeinsamen?) Tochter Pelissa auf die Suche nach Schneckenhaus und dem Vogel der Zeit, der den Zeitverlauf anhalten und es Mara ermöglichen soll, die Formel fristgerecht zu vollenden. Neun Tage bleiben den beiden zur Rettung ihres Reiches.

### Band 1: Schatten über Akbar
Mara betraut Bragon mit seiner Aufgabe. Er soll das Schneckenhaus dem Zauberprinzen Shan-Tung entwinden. Gemeinsam mit Pelissa und ihrem Begleiter Pelzchen machen sie sich auf dem Weg. In einer heiligen Grotte treffen sie auf Shan-Tung, der auf die Rückkehr Ramors wartet, um mit dessen Hilfe gegen Mara vorzugehen. Einer seiner Söldner ist Bulrog, ein ehemaliger Schüler Bragons. Bragon gelingt es, das Schneckenhaus an sich zu nehmen und Shan-Tung zu töten, wofür Bulrog Rache schwört. In dem Chaos ihrer Flucht schließt sich ihnen ein Gefangener Bulrogs an, zu viert segeln sie zu Mara.

### Band 2: Der Tempel des Vergessens
Während Mara ihnen entgegen reist, wird ihre Stadt von Jasiren, den Wächtern des Tempels des Vergessens überfallen. Sie sollten auf Befehl ihres Herren Fjel Maras Zauberbuch der Alten Götter stehlen, was misslang. Jetzt soll Bragon selber zum Tempel der Vergessenen reisen und die dortigen Runen entziffern. Sie verraten, wo sich der Vogel der Zeit befindet. Nicht nur, dass noch kein Lebender den Tempel wieder verließ, Führer der Gruppe soll Prinz Bodias sein, der ehemalige Rivale Bragons um Maras Gunst. Außerdem treffen sie Bulrog, der sie in eine Intrige verwickelt. Bodias findet schließlich heraus, dass der Vogel beim Himmelsfinger, einem Felsen bei der Mündung des Flusses Dol, zu finden ist.
Als die Gruppe nach einer Konfrontation mit den Bewohnern des Tempels diesen verlässt, wird Bodias versehentlich vom Unbekannten in einem Gefecht mit den Jasiren getötet, wodurch sein Reich den Untergang geweiht wird.

### Band 3: Grauwolfs letzter Kampf
Auf dem Weg zum Himmelsfinger reist die Gruppe durch das Reich des legendären Kriegers und Jägers Grauwolf. Dieser beginnt eine erbarmungslose Jagd auf Bragon, in der sich beide als ebenbürtig erweisen. Schließlich kann Bragon seinen ehemaligen Lehrer Grauwolf töten.
Während Mara aus der Ferne die Kontrolle über die Suche behält, wachsen bei den Weisen ihrer Stadt die Zweifel, ob sie dieser Aufgabe gewachsen ist.

### Band 4: Das Ei der Finsternis
Die Gefährten erreichen den Himmelsfinger, wo der „Unbekannte“ in der Wächterin der Vögel eine Gefährtin findet. Der Hüter des Nests klärt sie über die Vögel der Zeit und ihre Macht auf. Die vier nehmen das Ei der Finsternis an sich, das die Kontrolle über die Nacht verschafft und machen sich auf dem Weg zu Mara, die ihnen entgegen eilt. Unterwegs verlieren sie ihre Windstürmer, die sie als Fortbewegungsmittel einsetzen und geraten an die Jivran, die an Blutfieber leiden und die Gruppe angreifen. Unterschlupf gewährt ihnen der Zauberprinz Tharmin. Schließlich kann die Gruppe fliehen, muss aber den infizierten Bulrog zurücklassen, der seinen Seelenfrieden fand. Pelissa, die sich zunehmend aggressiv benimmt, findet schließlich Mara, die schließlich das Geheimnis um ihre Herkunft lüftet. Sie hat Pelissa geschaffen, um Bragon zu manipulieren und die Reisenden zu kontrollieren. Pelissa ist lediglich eine seelenlose Hülle, die von Pelzchen im Sinne von Mara geleitet wird. Diese vollendet den Fluch, aber nicht, um Ramor für immer zu besiegen, sondern um sich seine Macht anzueignen. Erst der Nesthüter kann Mara aufhalten. Mit ihrem Tod erlischt auch Pelissa, die Bragon längst als Vater annahm und über deren Verlust er verrückt wird.

## Zweiter Zyklus
Von 1998 bis 2022 entstand unter Mitwirkung der Zeichner Dominique Legeard, genannt Lidwine (oder Marcel de la gare) (Band 5), Mohamed Aouamri (Band 6), Vincent Mallié (Bände 7 und 8) und David Etien (Bände 9, 10 und 11) eine neue Reihe über die Abenteuer des jungen Bragon.

### Band 5: Javin
Zweiter Zyklus, Band 1: Bragon verlässt den Bauernhof, den er nach dem Tod seines Vaters leiten soll, um mit dem lebenslustigen Abenteurer Javin zu den Gefilden der Nebelschleier zu reisen, wo sie nach vielen Erlebnissen – unter anderem geraten sie in die Fänge des Ordens des Mals – ankommen. Bei einem Ritual, dem Tag der Ch’Tinen, retten sie die Prinzessin des Landes, Mara, deren Leibwächter sie werden. Um Mara zu beeindrucken, geht Bragon mit ihrem Onkel auf die Jagd nach einem Borak. Javin, der zunächst wegen der Gefahr ablehnt, folgt seinem Freund und findet den Tod. Bragon tötet den Borak und rächt so die Tötung Javins, bleibt aber einsam und mit Schuldgefühlen zurück.

### Band 6: Das Buch der Götter
Zweiter Zyklus, Band 2: Enttäuscht von der nicht erwiderten Liebe und nach dem Verlust seines besten Freundes beschließt der junge Bragon, die Stadt der Nebelschleier zu verlassen. Er weiß, dass es nur einen einzigen Kämpfer gibt, der aus ihm einen echten Ritter machen kann: Grauwolf! Doch dieser sagenumwobene Krieger hat sich schon lange zurückgezogen und nimmt nur die besten Kämpfer ganz Akbars auf, um sie zu trainieren. Um also seine Aufmerksamkeit zu erringen, muss sich Bragon zum Vergnügen der Menge als Gladiator verdingen. Es kommt zum Kampf mit dem amtierenden Meister, den unter anderem ein kleiner Junge namens Bulrog mitverfolgt ... Inzwischen ist Mara von ihrem Vater auf die Suche geschickt worden, das Buch der Götter zu finden, auf dass der Gott Ramor dereinst vernichtet werden kann. Plötzlich kreuzen sich die Wege der beiden aufs Neue, und das Abenteuer geht weiter.

### Band 7: Grauwolf
Zweiter Zyklus, Band 3: In Frankreich ist unter dem Titel La voie du Rige 2010 ein weiterer Band im Verlag Dargaud erschienen, der den dritten Band des neuen Zyklus darstellt. Die deutsche Übersetzung erschien im November 2011. Diese Rückblende beschreibt, wie Bragon den Meister Grauwolf kennenlernt.

### Band 8: Ritter Bragon
Zweiter Zyklus, Band 4: Der achte Band der Serie ist in Frankreich im November 2013 unter dem Titel Le Chevalier Bragon im Verlag Dargaud erschienen. In Deutschland erschien der Band Ende 2014 bei Carlsen. Die Handlung setzt am Ende von Bragons Ausbildung ein. Ein letzter Zweikampf zwischen ihm und Grauwolf markiert den Abschluss seiner Lehrzeit: Am Ende des Kampfes vermacht Grauwolf seinem Schüler eine kostbare Streitaxt, und Bragon ist von nun an auf sich allein gestellt.

### Band 9: Im Bann des Bösen
Zweiter Zyklus, Band 5: Der Band erschien 2017 unter dem Titel L'Emprise auf Französisch und 2018 in deutscher Übersetzung: Seitdem Ritter Bragon in einen Hinterhalt geraten ist, wird er vermisst und alle halten ihn für tot. Tatsächlich lebt er, hat aber sein Gedächtnis verloren. Als ihn zufällig ein Kämpfer des Ordens des Mals erkennt, schmiedet dieser den Plan, Bragon als Waffe gegen dessen eigene Leute einzusetzen.

### Band 10: Kryll
Zweiter Zyklus, Band 6: Der Band erschien im Januar 2020 unter dem Titel Kryll auf Französisch und unter dem gleichen Titel im Oktober des gleichen Jahres in deutscher Übersetzung: Ritter Bragon stellt sich der wachsenden Bedrohung durch Sekte des Ordens der Zeichen. Aber er kann auf die Hilfe seines Waffenschülers Bulrog zählen. Die Muschel von Ramor ist bedroht und wird zum Objekt der Begierde beider Seiten, insbesondere für die Sekte des Ordens der Zeichen. Um freie Hand zu haben, muss diese zuerst Bragon loswerden und ruft dann den Stamm der Meridines an, zu dem Kryll, eine junge Jungfrau, gehört. Die Frauen dieses Stammes haben die schreckliche Macht, eine tödliche Substanz abzusondern, die sich in den Körper ihres ersten Liebhabers einnistet.

### Band 11: Der närrische Samen
Zweiter Zyklus, Band 7: Der Band erschien am 31. Januar 2023 unter dem Titel Der närrische Samen in deutscher Übersetzung: Ritter Bragon verfolgt weiterhin konsequent die Sekte des Ordens der Zeichen. Dabei kommt er in Begleitung von Kryll und Bulrog nach Thâ, wo er hofft, Mara wiederzusehen. Mara verzeiht Bragon den Mord an ihrem Vater, den Bragon unter dem Einfluss des Ordens beging. Sie rechnen damit, dass eine Magie existiert, die Akbar vor dem Gott Ramor und seinen Anhängern schützen kann. Dafür müssen sie zu einem Archipel reisen, auf dem ein geheimnisvoller Samen wächst.

### Band 12: L'Omegon (ohne deutsche Übersetzung mit Stand Januar 2025)
Letzter Band des zweiten Zyklus, Band 8: Die Zeit wird knapp! Alle notwendigen Zutaten, um den Plan von Ramor und seinen Anhängern vom Orden des Zeichens zu vereiteln, sind vorhanden. Es fehlt nur noch der Ort, an dem das Ritual durchgeführt werden kann. Prinz Bodias hat den idealen Ort gefunden: Omégon. Der mythische Gerichtshof der Älteren Götter liegt im fernen Ödland. Begleitet von Bragon, Mara, Bulrog und Kryll begibt sich der Herrscher des Marsches der Tausend Grünen auf die letzte Etappe dieser Reise. Unterdessen startet Douriaire, die wichtigste Anhängerin des verfluchten Gottes, eine verzweifelte Offensive, um die Kontrolle ihres Kults über Akbar sicherzustellen.

## Entstehung und Veröffentlichung
1975 erschienen in dem von Rodolphe herausgegebenen französischem Science-Fiction-Magazin Imagine sechs Seiten mit dem Titel Pelissas Odyssee, die eine erste Version von Auf der Suche nach dem Vogel der Zeit darstellen. Das kurzlebige Magazin wurde aber eingestellt, bevor der zweite Teil von Pelissas Odyssee erscheinen konnte.
Auf Deutsch erschienen diese ersten sechs Seiten zunächst verkleinert und in s/w im von Andreas C. Knigge herausgegebenen Comic Jahrbuch 1989.
Erst sieben Jahre später, 1982 griffen Zeichner und Autor die Idee für das französische Magazin Circus wieder auf. Der französischen Alben-Ausgabe folgte ab 1985 die deutsche in der edition comicArt des Carlsen-Verlags, wo sie mittlerweile auch wieder (oder je nach Sichtweise immer noch) erscheint. In der dort erschienenen 6. Auflage von 1998 ist die Fragment gebliebene, 12-seitige, ursprüngliche Fassung in den ersten regulären Band mit aufgenommen worden. Ab der 7. Auflage dann aber offenbar wieder nicht, bis zur Ausgabe von 2015, die die Urfassung laut Amazon-Angebotstext wieder enthalten soll.

## Computerspiel
1989 erschien mit The Quest for the Time-Bird ein gleichnamiges Computerspiel von der französischen Firma Infogrames für Amiga, Atari ST und IBM-PC-kompatible Computer.